# بلاط سجناء رمسيس الثالث

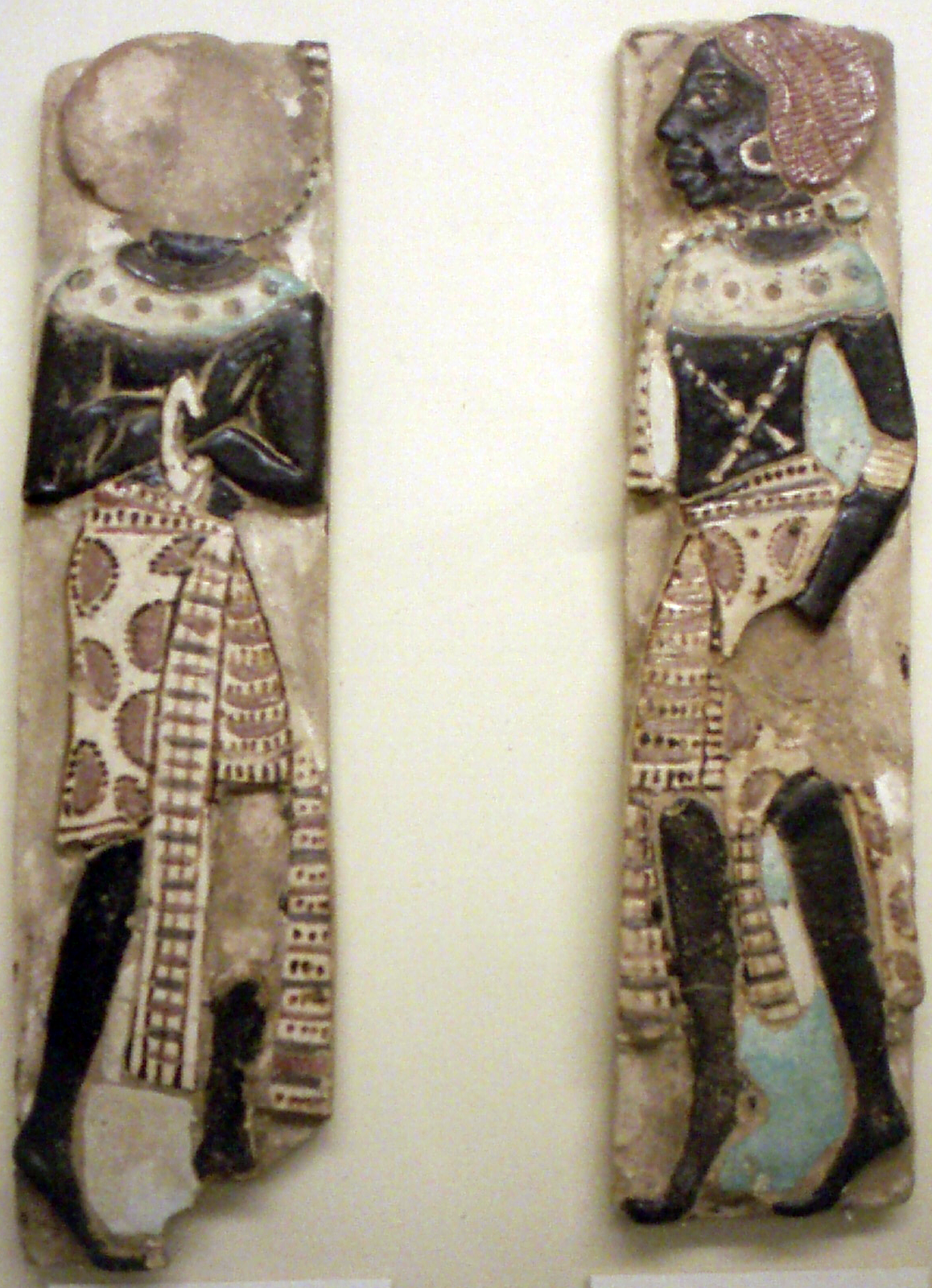
بلاط سجناء نوبيين مقيدين معروض في متحف بوسطن للفنون الجميلة

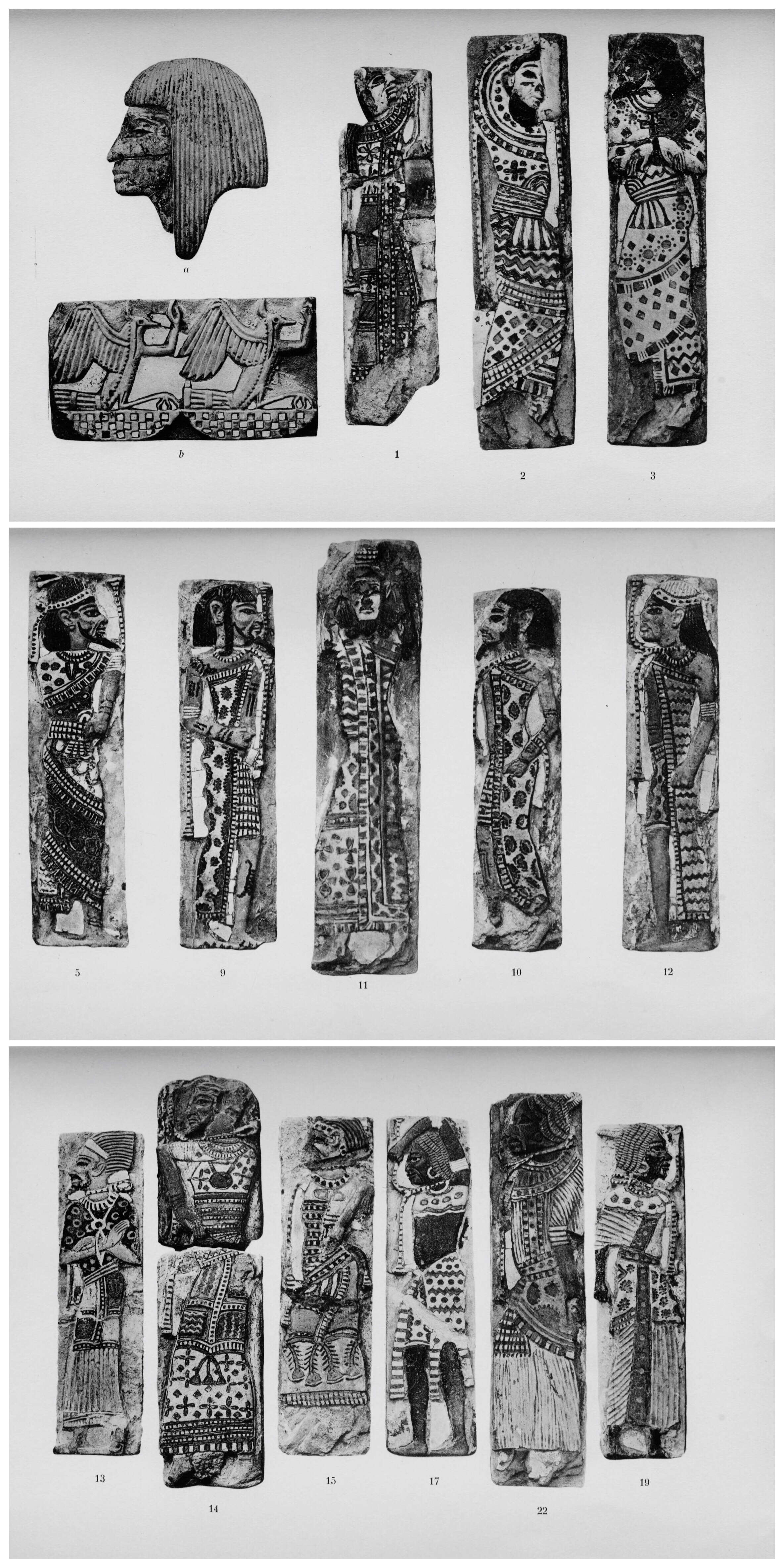
بلاط المتحف المصري المفهرس عام 1911

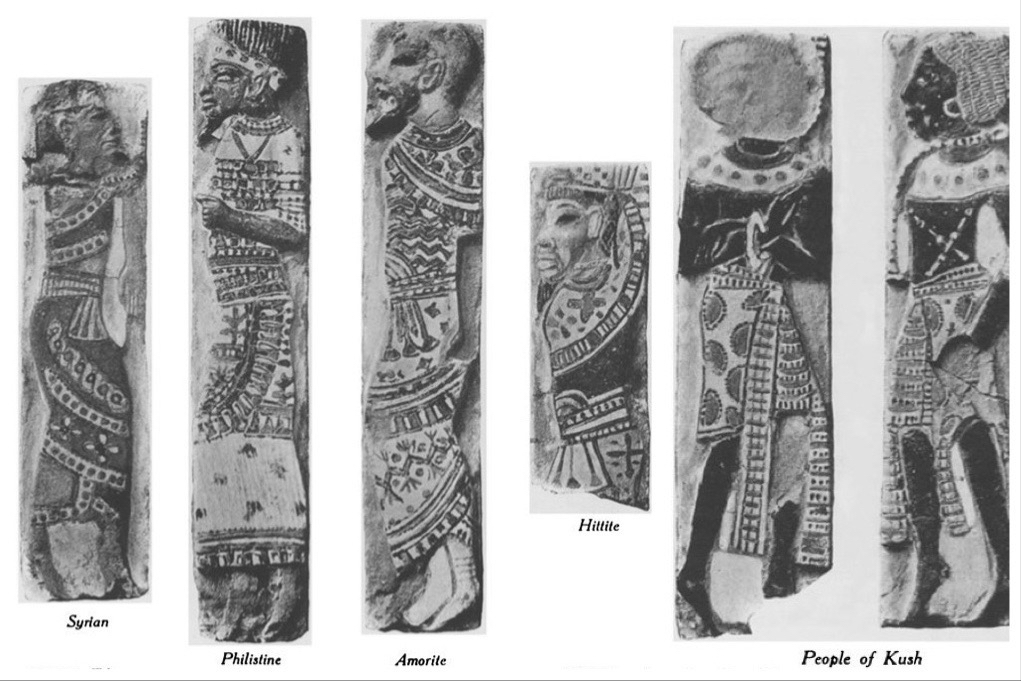
بلاط سجناء يمثل (بالترتيب من اليمين إلى اليسار) كوشيان، حثي، عموري، فلسطيني، سوري. معروض في متحف بوسطن للفنون الجميلة

بلاط سجناء رمسيس الثالث هي مجموعة من الخزف المصري تصور أسرى حرب، تم العثور عليها في قصور رمسيس الثالث في مدينة هابو (بجوار المعبد الجنائزي في مدينة هابو) وتل اليهودية. تم العثور على أعداد كبيرة من بلاط القيشاني في هذه المناطق بواسطة حفار السبخ منذ عام 1903؛ أشهرها تلك التي تصور الأشخاص أو السجناء الأجانب. تم العثور على العديد في أكوام القمامة المحفورة.

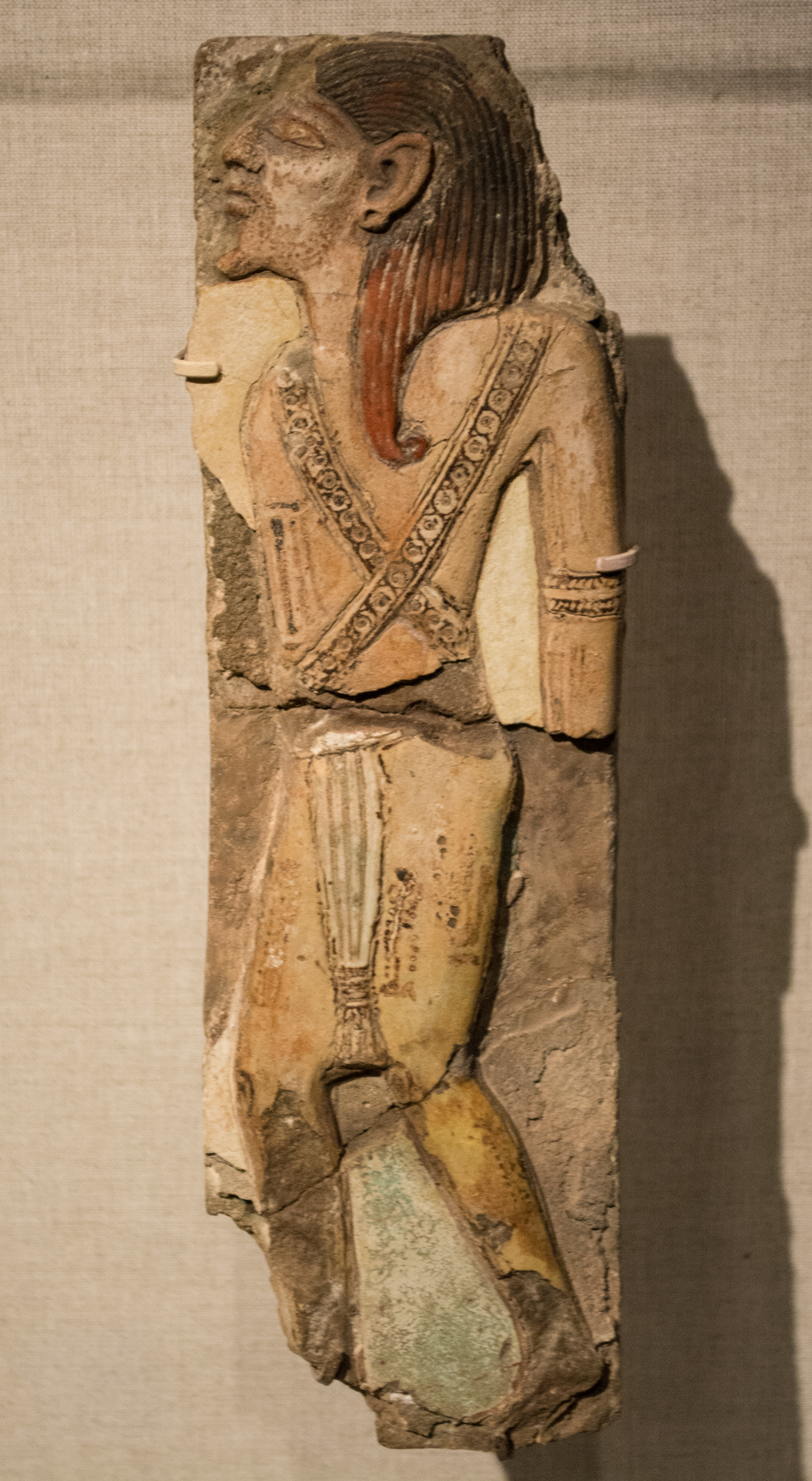
بلاط يصور سجين ليبي، متحف كليفلاند للفنون

تعتبر ذات أهمية تاريخية وإثنوغرافية هامة، بالنظر إلى تمثيل السكان المجاورين لمصر القديمة خلال الأسرة المصرية العشرين (1189 قبل الميلاد - 1077 قبل الميلاد) عصر الإمبراطورية المصرية.
معظمها موجود بالمتحف المصري بالقاهرة، وكذلك في متحف الفنون الجميلة في بوسطن

## وصف

### الموقع والحجم
تم العثور على البلاط عام 1870 في تل اليهودية وفي عام 1903 في مدينة هابو. تلك الموجودة في تل اليهودية أكبر، حيث يبلغ عرضها حوالي 10.5 سم (4.1 بوصة)، في حين أن تلك الموجودة في مدينة هابو تنقسم إلى مجموعتين 30 × 7 سم (11.8 × 2.8 بوصة) و 25 × 6.5 سم (9.8 × ×). 2.6 بوصة). جميع البلاط مستطيل الشكل، بسمك قاعدة 1.0-1.2 سم (0.39-0.47 بوصة)، جنبًا إلى جنب مع نحت بارز للناس، يبلغ السماكة الإجمالية 1.8-2.0 سم (0.71–0.79 بوصة).
تم وضع بلاط سجناء مدينة هابو في الأصل في ثلاث زنازين مستطيلة على جانبي مداخل القصر، ارتفاع كل منها 30.5 سم (12.0 بوصة) وعرضها 8 سم (3.1 بوصة).
في كل البلاط، يظهر السجناء واقفين. في بعض البلاط، تستقر أخمص أقدام السجناء على الأرض؛ في حالات أخرى، قد يتم تفسيرها على أنها ركض أو معلق. غالبًا ما تكون أذرع السجناء مقيدة، وفي قطع أخرى يظهر حبل أبيض وأسود مع بلوط في نهايته حول العنق.

### التعريف والمصدر
أشار عالم المصريات الفرنسي جورج دارسي، من المتحف المصري بالقاهرة، في بحثه عن البلاط عام 1911، إلى أن البلاط ليس به نقوش، لذا فإن تحديد الشعوب المعروضة يتطلب مقارنة الرسومات بالنقوش البارزة في المعابد أو رسومات القبور المعروفة سابقًا، مما يعطي بعض عدم اليقين:
 للأسف، لا يوجد نقش على هذا البلاط يحدد اسم الشعوب الممثلة؛ نحن مجبرون على المقارنة مع النقوش البارزة للمعابد أو رسومات المقابر للعثور على نوع مماثل ونشعر أحيانًا بالحيرة. 
انتهت أعمال التنقيب الرسمية في مدينة هابو من قبل دائرة الآثار المصرية (EAS) في عام 1899، ولكن استمر العمل من قبل حفار فلاحين سباخ المحليين (السبخ هو بقايا الطوب اللبن القديمة الغنية بالنيتروجين، والتي تم حفرها لاستخدامها كسماد). في عام 1903، اكتشف الفلاحين بقايا مداخل مقلوبة، لا تزال مغطاة جزئيًا بزخارفها الأصلية في البلاط المطلي بالمينا. اختفت بعض القطع، لكن معظمها جمعها «الغافر» وأرسلها هوارد كارتر، كبير مفتشي دائرة شرق آسيا في صعيد مصر، إلى متحف القاهرة، مع أربعة من الأعمدة والباب الخارجي الذي كانوا ينتمون إليه. لوحات المتحف المصري مرقمةJE 36261 a-b ,36271 ,36399 ,36440 a-c ,36441 a-c ,36457 a-k بالإضافة إلى واحدة سابقة لمدخلات 1903 مرقمة JE 27525.
لاحظ متحف بوسطن للفنون الجميلة في عام 1908 أن «مصدر البلاط موضع تساؤل». تم شراؤها في عام 1903 نيابة عن المتحف من قبل ألبرت ليثجوي من تاجر الآثار في الأقصر محمد محسيب؛ تم الشراء كجزء من مجموعة (03.1566-03.1577؛ 03.1578a-i).